# 시라이어닝
시라이어닝(영어: sealioning)은 실리어닝이라고도 불리며, 트롤링 또는 괴롭힘의 한 종류이다. 이는 공손함과 성실한 태도를 유지하는 동시에("나는 그냥 토론을 하려고 하고 있어요") 주제에 대해 모르는 척하면서, 때로는 관련이 없거나 이전에 언급된 증거를 끈질기게 요청하는 방식이다. 이는 "토론에 참여하라는 끊임없고 악의적인 요청"의 형식을 취하기도 하며, 사람을 대상으로 한 서비스 거부 공격에 비유된다. 이 용어는 2014년 웹코믹 원더마크에서 데이비드 말키에 의해 명명되었으며, 인디펜던트는 이에 대해 "트위터에 대한 가장 적절한 설명"이라 평가한 바 있다.

## 설명
시라이어너는 "그저 토론을 하려는 것"이라는 구실 아래 무지함과 공손함을 가장하며 답변과 증거를 끊임없이 요구한다(동시에 대상이 이미 제시한 증거는 종종 무시하거나 회피한다). 그 결과 대상이 결국 화를 내면, 시라이어너는 피해자처럼 행동하고 대상을 편협하고 비합리적인 사람으로 몰아세운다. 시라이어닝의 또 다른 전술은 "그저 질문하는 것" 전술인데, 이는 거짓이거나 오해의 소지가 있는 진술을 질문의 형태로 프레이밍하는 것이다. 시라이어닝은 "끈질기고 악의적인 토론 참여 요청"으로 묘사되기도 한다. 시라이어닝은 한 개인이 수행하거나 그룹이 함께 행동하여 수행할 수도 있다.
하버드의 버크먼 클라인 인터넷 및 사회 센터에서 발간한 '유해한 온라인 발언에 대한 관점'이라는 에세이에서는 다음과 같이 언급했다.
수사학적으로 시라이어닝은 끊임없는 질문(종종 기본적인 정보, 다른 곳에서 쉽게 찾을 수 있는 정보, 또는 관련 없거나 주변적인 내용에 대한)과 합리적인 토론에 대한 큰 소리의 약속을 융합한다. 이는 배우고 소통하려는 진지한 시도로 위장한다. 따라서 시라이어닝은 대상의 인내심, 주의, 소통 노력을 고갈시키고 대상을 비합리적인 사람으로 묘사하는 역할을 한다. "바다사자"의 질문은 순수해 보일 수 있지만, 악의적인 의도를 가지고 있으며 해로운 결과를 초래한다.
— 에이미 존슨, 버크먼 클라인 인터넷 및 사회 센터 (2019년 5월)

미국인 학자이자 철학자인 월터 시넛-암스트롱은 자신의 저서 『다시 생각하기: 어떻게 추론하고 논쟁할 것인가』에서 이 용어를 논하며 다음과 같이 말했다.
인터넷 트롤들은 때때로 '시라이어닝'이라고 불리는 행위에 참여한다. 그들은 당신이 그들과 계속 논쟁하기를 원한다. 비록 당신이 더 이상의 논의가 무의미하다는 것을 깨달은 지 한참 후에도 말이다. 만약 당신이 멈추고 싶다고 말하면, 그들은 당신이 편협하거나 이성에 반대한다고 비난한다. 이 행위는 불쾌하다. 이성은 침묵해서는 안 되지만, 때로는 휴가가 필요하다.
— 월터 시넛-암스트롱, 『다시 생각하기: 어떻게 추론하고 논쟁할 것인가』 (2018년 6월).

몇몇 다른 학자들은 시라이어닝을 인터넷 트롤들이 사용하는 기술로 연결하거나 직접적으로 묘사한다.
2020년 12월, 메리엄-웹스터 온라인 사전은 이 용어를 "주목할 만한 단어"로 등재했는데, 이는 "사용 빈도가 증가하고 있지만 아직 등재 기준을 충족하지 못한 단어"를 의미한다.
시라이어닝이란?: '시라이어닝'은 실제 담론 의도 없이 다른 토론 참여자를 지치게 만들려는 트롤링의 한 형태이다.

2021년 캐나다 잡지 매클린스는 메리엄-웹스터의 정의를 칭찬하며 "메리엄-웹스터가 주목할 만한 단어 목록에 올린 이 신조어는 온라인 대화의 좌절감을 적절히 설명한다"고 말했다.

### 비교
시라이어닝 기술은 기쉬 갤럽과 비교되며, 인간을 대상으로 한 서비스 거부 공격(즉, 질문으로 대상을 과부하시키는 것)으로 비유되기도 한다.
2022년 영국 철학자이자 학자인 소피 그레이스 채플은 시라이어닝을 소크라테스식 용어인 eirōneíā (이 용어에서 반어라는 단어가 파생되었지만 끝 의미는 다르다)에 비유했는데, 이는 주장을 해체하는 방법으로 무지를 가장하는 것을 의미하며, "[현대 인터넷 속어에서 eironeia는 «시라이어닝»이다"라고 말했다.

## 기원과 역사

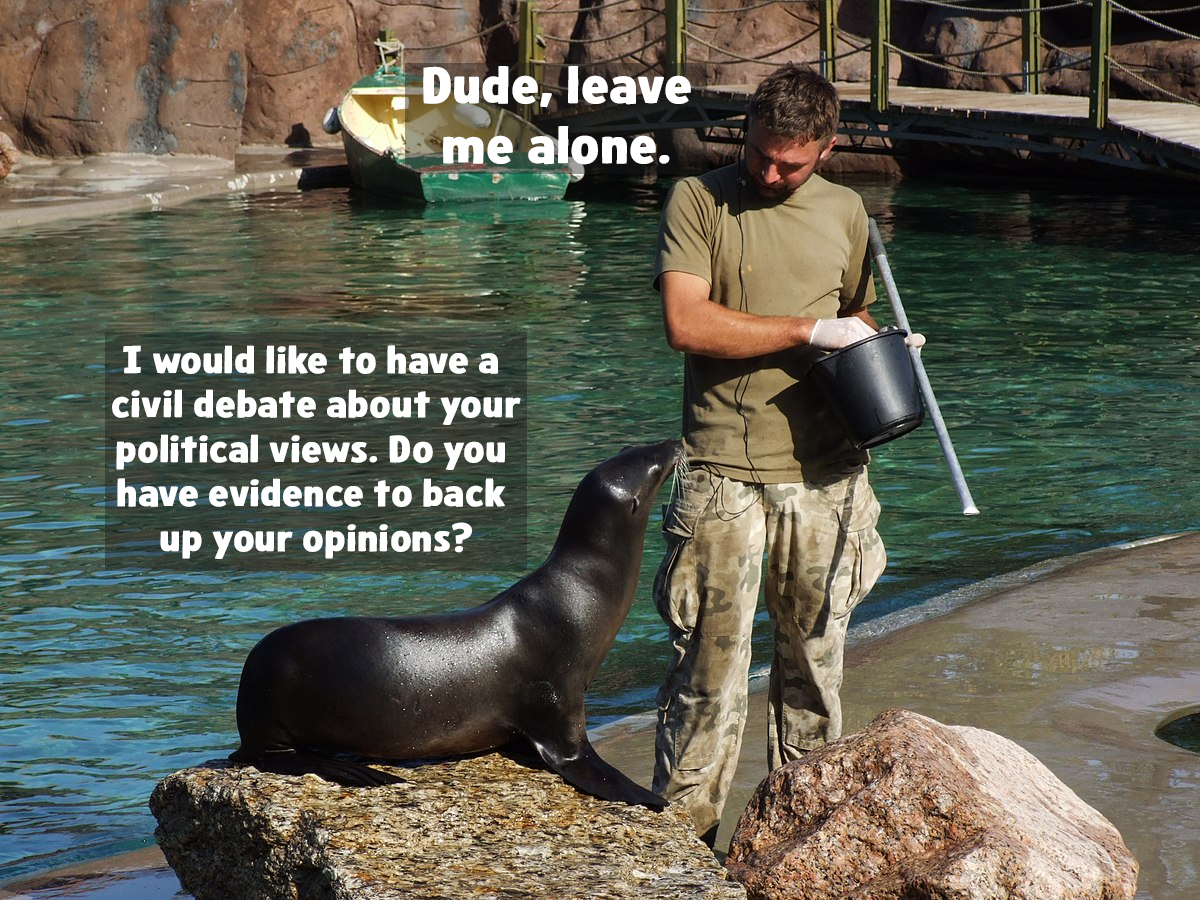
시라이어닝은 종종 공손함을 가장하여 악의적인 토론 시도의 형태로 나타난다.

이 용어는 2014년 9월 19일 데이비드 말키의 웹코믹 원더마크의 '끔찍한 바다사자'라는 제목의 연재물에서 유래했다. 이 연재물에서 한 등장인물이 바다사자를 싫어한다고 표현하자, 바다사자가 끼어들어 거듭 그 발언에 대한 설명을 요구하고, 지나치게 공손한 태도로 그녀의 견해를 심문하려 들며, 심지어는 등장인물들을 그들의 집 안까지 쫓아간다. '바다사자'는 빠르게 동사로 사용되었고, 이를 인지한 말키는 자신의 원더마크 사이트에 "많은 사람들에게 공감대를 형성해서 기쁩니다"라고 게시했다.
2014년, 인디펜던트의 온라인 판에 글을 기고한 디나 릭맨은 말키의 연재물에 대해 "이 만화는 당신이 지금까지 보게 될 트위터에 대한 가장 적절한 묘사이다"라고 말했다.
이 용어는 특정 유형의 온라인 트롤링을 묘사하는 방식으로 인기를 얻었으며, 게이머게이트 괴롭힘 캠페인에 참여한 사람들의 일부 행동을 설명하는 데 사용되었다.
2016년 퍼스트 먼데이에 발표된, 게이머게이트 레딧 서브레딧 코타쿠인액션 사용자들을 대상으로 한 연구에서, 참가자들은 "괴롭힘"을 구성한다고 생각하는 것에 대해 설문조사를 받았다. 참가자들은 "진지한 의견 불일치 표현"이 포럼 반대자들에 의해 괴롭힘으로 간주되며, 시라이어닝이라는 용어가 합법적인 증거 요청을 침묵시키는 데 사용되었다고 언급했다.
2021년 매클린스는 시라이어닝의 기원을 브레이니악 (1958년 만화책)과 밀크토스트 (1924년 만화 스트립)와 같이 만화에서 파생되어 일상 언어가 된 다른 용어들과 비교했다. 매클린스는 말키가 이 용어에 대해 복잡한 감정을 가지고 있었다고 언급하며, "저는 구절을 만들려고 시작한 것이 아닙니다. 그저 관찰을 하고 싶었을 뿐입니다"와 "제가 비판하려고 했던 핵심은 그저 어떤 무작위적인 인내심 있는 낯선 사람이 자신이 원하는 만큼 다른 사람의 주의를 기울여야 할 권리가 있다고 느껴야 한다는 생각입니다"라고 말했다.

## 같이 보기
- 인신 공격
- 인포테인먼트
- 논쟁
- 주의
- 군중에 호소하기
- 브랜돌리니의 법칙
- 기쉬 갤럽
- 궤변
- 그리퍼
- 괴롭힘
- 불합리한 결론
- 인터넷 밈 목록
- 피장파장의 오류
- 피싱
- 선전
- 허수아비
- 서비스 거부 공격
- 미끄러운 경사면
- 사회적 태만
- 트롤링

### 참고 문헌
- Kozyreva, Anastasia; Wineburg, Sam; Lewandowsky, Stephan; Hertwig, Ralph (2023). 《Critical Ignoring as a Core Competence for Digital Citizens》. 《Current Directions in Psychological Science》 (영어) 32. 81–88쪽. doi:10.1177/09637214221121570. ISSN 0963-7214. PMC 7615324. PMID 37994317.